# Muhittin Taylan
Muhittin Taylan (* 13. Juli 1910 in Sivas; † 19. Januar 1983) war ein türkischer Jurist und von 1971 bis 1975 Präsident des türkischen Verfassungsgerichts.

## Laufbahn
Taylan schloss 1933 sein Studium an der juristischen Fakultät der Universität Ankara ab. 1934 wurde er zur Staatsanwaltschaft im Landkreis Tercan in der Provinz Erzincan berufen und 1955 zum Mitglied des türkischen Kassationshofs ernannt.
Am 1. Dezember 1965 wurde er nach einer Nomination des Hochschulrats zum ordentlichen Mitglied des Verfassungsgerichts ernannt und dort 1971 zum Präsidenten gewählt. Er bekleidete dieses Amt bis zum 14. Juli 1975.